# Cesar Van Damme
Paul Jules Cesar Van Damme (Baasrode, 3 mei 1854 - Scheveningen, 28 augustus 1916) was een Belgisch volksvertegenwoordiger.

## Levensloop
Van Damme was scheepsbouwer in Baasrode, een gemeente aan de Schelde die een actief centrum van scheepswerven was. In 1882 werd hij gemeenteraadslid van de gemeente en was er schepen van 1884 tot 1895.
In 1904 werd hij verkozen tot liberaal volksvertegenwoordiger voor het arrondissement Dendermonde en vervulde dit mandaat tot aan zijn dood.
In 1914 vluchtte hij naar Nederland en overleed er.